# Samsung Securities Cup 2011
La Samsung Securities Cup 2011 è stato un torneo professionistico di tennis giocato sul cemento. È stata la 12ª edizione del torneo maschile, la 1ª del torneo femminile, che facevano parte dell'ATP Challenger Tour nell'ambito dell'ATP Challenger Tour 2011 e dell'ITF Women's Circuit nell'ambito dell'ITF Women's Circuit 2011. Il torneo maschile e quello femminile si sono giocati a Seul in Corea del Sud dal 16 al 23 ottobre 2011.

## Partecipanti ATP

### Teste di serie
| Nazionalità   | Giocatore         | Ranking* | Testa di serie |
| ------------- | ----------------- | -------- | -------------- |
| Taipei cinese | Lu Yen-hsun       | 74       | 1              |
| Slovenia      | Grega Žemlja      | 115      | 2              |
| Giappone      | Gō Soeda          | 116      | 3              |
| Giappone      | Tatsuma Itō       | 121      | 4              |
| Sudafrica     | Rik De Voest      | 129      | 5              |
| Francia       | Florent Serra     | 141      | 6              |
| Bielorussia   | Uladzimir Ihnacik | 167      | 7              |
| Polonia       | Michał Przysiężny | 170      | 8              |

- 1 Rankings are as of October 10, 2011.

### Altri partecipanti
Giocatori che hanno ricevuto una wild card:
- Cho Soong-jae
- Chung Hong
- Nam Ji-sung
- Song Min-kyu

Giocatori passati dalle qualificazioni:
- Jeong Suk-young
- David Martin
- Toshihide Matsui
- Na Jung-woong

## Partecipanti WTA

### Teste di serie
| Nazionalità   | Giocatrice             | Ranking* | Testa di serie |
| ------------- | ---------------------- | -------- | -------------- |
| Giappone      | Yurika Sema            | 180      | 1              |
| Taipei cinese | Hsieh Su-wei           | 192      | 2              |
| Giappone      | Aiko Nakamura          | 221      | 3              |
| Giappone      | Erika Takao            | 282      | 4              |
| Thailandia    | Nicha Lertpitaksinchai | 309      | 5              |
| Corea del Sud | Kim So-jung            | 310      | 6              |
| Cina          | Hu Yueyue              | 337      | 7              |
| Corea del Sud | Han Sung-hee           | 425      | 8              |

- Rankings al 10 ottobre 2011.

### Altre partecipanti
Giocatrici che hanno ricevuto una wild card:
- Choi Ji-hee
- Ham Mi-rae
- Lee Se-jin
- Lee So-ra

Giocatrici passate dalle qualificazioni:
- Chen Yi
- Kang Seo-kyung
- Kim Ji-young
- Kim Ju-eun
- Mai Minokoshi
- Yea Hyojung
- Yuan Yue
- Zhang Yuxuan

## Campioni

### Singolare maschile
Lu Yen-hsun ha battuto in finale  Wang Yeu-tzuoo con il punteggio di 7–5, 6–3

### Singolare femminile
Hsieh Su-wei ha battuto in finale  Yurika Sema con il punteggio di 6–1, 6–0

### Doppio maschile
Sanchai Ratiwatana /  Sonchat Ratiwatana hanno battuto in finale  Purav Raja /  Divij Sharan con il punteggio di 6–4, 7–6(3)

### Doppio femminile
Kang Seo-kyung /  Kim Na-ri hanno battuto in finale  Kim Ji-young /  Yoo Mi con il punteggio di 5–7, 6–1, [10–7]